# Femtosekunda
Femtosekunda (symbol: fs) to jednostka podwielokrotna (ułamkowa) jednostki czasu – sekundy w układzie SI, równa jednej biliardowej części sekundy.
{\displaystyle 1\,\mathrm {fs} =10^{-15}\,\mathrm {s} =0{,}000\,000\,000\,000\,001\ \mathrm {s} }
Dla porównania: jedna femtosekunda względem jednej sekundy to tyle, ile jedna sekunda względem 31,7 miliona lat.